# Lycée Airbus
Le lycée Airbus, fondé en 1949 sous le nom d’École professionnelle de l’industrie aéronautique (EPIA), est un lycée professionnel privé d'entreprise sous contrat avec l’État depuis 1981. Le lycée propose des formations dans l'aéronautique et l'industrie aérospatiale.
Portant le nom de lycée Airbus depuis 2006, l'établissement est situé au sein de l'usine Saint-Éloi historique au cœur de Toulouse.
Le corps enseignant dispose d'enseignants pour les matières techniques aéronautiques, ainsi que des enseignants de l'Éducation nationale pour des matières générales.
Le lycée accueille environ 120 élèves par promotion avec un taux proche de 99% d'obtention du diplôme sur toutes les formations proposées et un taux aux alentours de 98% d'embauche en sortie de diplôme.
L'objectif principal du lycée Airbus est de fournir les connaissances et compétences nécessaires aux futurs embauchés afin d'intégrer l'entreprise Airbus et/où les entreprises partenaires directement après la formation.

## Histoire
En 1949 dans l’après-guerre, les ouvriers de l’usine Saint-Éloi à Toulouse sont spécialisés pour travailler et former les pièces pour les avions civils tels que le Languedoc et l'Armagnac. Pour la formation des employés l'usine a recours à l'apprentissage, Louis Casado a l’idée d’ouvrir un centre de formation pour les jeunes : l’EPIA (École professionnelle de l’industrie aéronautique) afin de former une quarantaine d'apprentis aux métiers d’ajusteur, chaudronnier, usineur, et fraiseur avec possibilité de continuer leurs études professionnelles en aéronautique d’une année supplémentaire pour les majors de promotion[réf. souhaitée].
En 1981, l’établissement est lié par contrat au ministère de l'Éducation nationale pour les classes sans alternance sous statut scolaire et sous contrat avec la Région pour les classes en alternance.[à vérifier]
En 2006, le lycée est finalement renommé lycée Airbus.

## Programmes éducatifs
Le lycée Airbus propose plusieurs formations et diplômes aéronautiques:
Baccalauréats professionnels, certificats d'aptitudes professionnelles (CAP), mention complémentaire post-baccalauréat.
Les baccalauréats aéronautiques comportent le Baccalauréat professionnels Aéronautiques : l’option système, l’option avionique et l’option structure :
- Le baccalauréat professionnel aéronautique option Système forme les apprentis sur la génération, la distribution et l'utilisation des différentes énergies embarquées[8] ;
- Le baccalauréat professionnel aéronautique option avionique sur 3 ans[9] ;
- Le baccalauréat professionnel aéronautique option structure forme les apprentis sur l'assemblage de l'avion[8].

Les certificats d'aptitudes professionnelles (CAP) comportent quant à eux deux formations : le CAP aéronautique option structure et CAP aéronautique option avionique.
Le CAP Aéronautique option structure forme des spécialistes de l'assemblage et de l'ajustement des éléments de structure des aéronefs. Ils interviennent principalement dans la fabrication et l'assemblage de pièces ou sous-ensembles de structure métallique et/ou composite.
Le lycée Airbus propose par ailleurs une formation d'un an de niveau IV mention complémentaire technicien et technicienne en peinture aéronautique.

## Corps enseignant et personnel
Le lycée Airbus est constitué d'une équipe pédagogique composée de professeurs issus de l'entreprise Airbus pour les cours en atelier et pour les matières techniques, permettant de préparer au mieux les élèves aux métiers de l'aéronautique grâce au retour d'expérience des professeurs. Le but est de faciliter l'entrée des élèves dans le monde professionnel en développant une attitude en accord avec les attendus du milieu spécialisé dans le domaine de l’aéronautique (savoir, savoir-faire et savoir-être).
Pour les élèves de seconde et première, les matières scolaires générales (mathématiques, français, physique-chimie, anglais...) sont enseignées par des professeurs de l'éducation nationale. Pour les apprentis en classe de terminale, l’enseignement des matières générales est assuré par des professeurs issus du GRETA (groupement d'établissements publics locaux d'enseignements).
Durant la scolarité des apprenants, leur statut d'étudiant change : en classe de seconde et première, les élèves ont un statut scolaire puis ils deviennent apprentis salariés en classe de terminale. À noter que les stages effectués en seconde et en première sont rémunérés par l’État, ce qui ne modifie pas le statut des élèves. Les élèves de BTS et de CAP sont eux aussi sous le statut d'apprentis salariés. 

## Évènements et activités extra-scolaires
En mars 2024, le lycée organise une course à pied pour objectif de lever des fonds pour la recherche médicale contre la leucémie.

## Controverses, développements récents et futurs
En mars 2022, le lycée met en avant sa volonté de contribuer à l'égalité des chances entre garçons et filles, alors que le secteur de l'aéronautique est majoritairement composé d'hommes. Comportant 20 à 25 % d'admissions féminines, le lycée souhaite que celles-ci atteignent le tiers de l'effectif total. Le lycée professionnel n'est donc pas exclusivement réservé aux garçons. L'établissement cherche au contraire à diversifier les profils recrutés, à la fois parmi ses élèves et parmi son corps enseignant,.
En 2023, le lycée met également en avant sa volonté de s'aligner aux projets écologiques de décarbonation d'Airbus, notamment en faisant évoluer les formations et techniques en aéronautique.

## Réalisation et distinctions
Le lycée Airbus inscrit certains élèves aux meilleurs apprentis de France (MAF). Les élèves sont sélectionnés pour réaliser une pièce choisie par le concours en respectant les critères de qualité. La réalisation est présentée à un jury pour la validation du titre du meilleur apprenti de France.